# نوریکو هایامی
نوریکو هایامی (انگلیسی: Noriko Hayami؛ زادهٔ ۲۰ سپتامبر ۱۹۵۹) هنرپیشه اهل ژاپن است. از فیلم‌هایی که وی در آن نقش داشته است، می‌توان به گیشا اشاره کرد.